# Sigur Rós
Sigur Rós (pronúncia em islandês: [ˈsɪːɣʏrous]) é uma banda islandesa de post-rock, com elementos melódicos, clássicos e minimalistas. O nome, em islandês, significa "rosa da vitória". A banda é conhecida pelo seu som etéreo e pelo falsete do vocalista, Jónsi. Alguns de seus contempôrâneos são Múm e Amiina, ambas surgidas da mesma cena criativa e vibrante do post rock da Islândia.
As atividades da banda se iniciaram no dia 4 de janeiro de 1994. De lá até os dias atuais, a banda lançou sete álbuns de estúdio, sendo o mais recente trabalho lançado em 2018, "Route One"

## História

### Início
Jón Þór (Jónsi) Birgisson, Georg Hólm e Ágúst Ævar Gunnarsson formaram a banda em Reykjavík em janeiro de 1994. O nome da banda é o nome da irmã de Jónsi, Sigurrós, que nasceu no mesmo dia em que a banda foi formada.
Com o tempo, as primeiras gravações da banda chamaram a atenção da gravadora Smekkleysa / Bad Tast Records, que foi criada pelos membros da banda Sugarcubes.

### Von(1997) eVon brigði(1998)
Em 1997, o primeiro CD, Von (em português: "esperança") foi lançado comercialmente apenas na Islândia, graças ao trabalho nos estúdios na Bad Tast. O álbum foi relançado em 2004 sob o selo da One Little Indian.
No ano seguinte, foi lançada uma coletânea remixada, chamada de Von brigði. O nome é, na verdade, uma brincadeira com as palavras em islandês: Vonbrigði significa "decepção", mas Von brigði significa "variações do Von". O álbum é também conhecido por um nome alternativo em inglês, Recycle Bin.

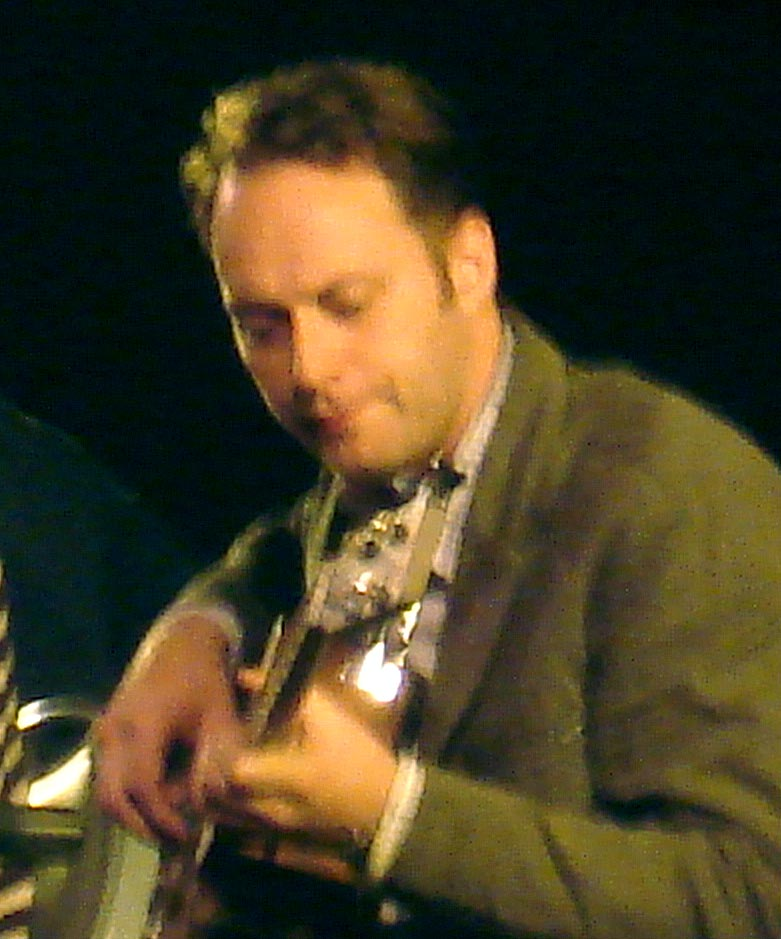
O baixista, Georg Hólm

### Ágætis byrjun(1999)
O reconhecimento veio com o segundo álbum, Ágætis byrjun (Um Bom Começo), de 1999, lançado internacionalmente e no qual se juntou à banda Kjartan Sveinsson. A boa reputação do disco foi se espalhando pelo mundo nos dois anos seguintes. A crítica aclamou-o como um dos melhores álbuns de todos os tempos, comparando a banda com gigantes da música, como o Radiohead. Três músicas, Ágætis Byrjun, a música-título, o primeiro single, Svefn-g-englar e a então inédita Njósnavélin (que se tornaria sem título n°4) foram trilha do filme Vanilla Sky, de Cameron Crowe. Suas músicas também apareceram na série 24 Horas e no filme The Life Aquatic with Steve Zissou, e ainda em um filme da BBC, The Girl in the Café, onde se ouve Starálfur.
Após o lançamento de Ágætis byrjun, a banda ficou mais conhecida pela maneira singular com que Birgisson toca sua guitarra: com um arco de violoncelo, acentuado por um reverb, criando um efeito flutuante, único.
Em 2001, Sigur Rós comemoraram a fundação de seu estúdio com a gravação de um EP apresentando um pescador islandês chamado Steindór Andersen. O EP contém seis músicas, todas contendo Steindór Andersen recitando rímur, um estilo de métrica da poesia tradicional islandesa, com acompanhamento musical de Sigur Rós em três músicas. A última música do EP, "Lækurinn", é um dueto com Sigurður Sigurðarson. Mil cópias do EP foram lançadas e vendidas durante a turnê do primeiro semestre de 2001.

### ( )(2002)
O baterista Ágúst deixou a banda após a gravação de Ágætis byrjun e foi substituído por Orri Páll Dýrason. Em 2002, o antecipado terceiro álbum () foi lançado. Nem o álbum, nem canções possuíam título, sendo a denominação do álbum "Untitled" (Sem título) e cada uma das músicas: "untitled no. 1" (sem título número 1), "untitled no. 2" (sem título número 2) etc. A banda acabou batizando-as depois em seu website com os nomes utilizados cotidianamente no trabalho da banda: Sem título 1 - vaka (o nome da filha de Orri), Sem título 2 - fyrsta (a primeira), Sem título 3 - samskeyti (anexo), Sem título 4 - njósnavélin (a máquina de espionagem), Sem título 5 - álafoss (o local do estúdio da banda), Sem título 6 - e-bow (Georg usa um e-bow em seu baixo nessa canção), Sem título 7 - dauðalagið (a música da morte), Sem título 8 - popplagið (a música pop).
Todas as canções do álbum foram escritas em vonlenska (algo como esperancês), uma língua inventada por Jónsi, sem significado semântico algum, mas foneticamente parecida com o islandês. Tecnicamente uma glossolalia. Supôs-se que o ouvinte é quem deveria criar um significado particular para as letras e escrevê-lo nas páginas em branco do encarte do disco. O álbum possui um caráter minimalista tanto em sua concepção, com o fato de não ter título, nem letras, nem material artístico no encarte, como em sua composição e foi muitas vezes descrito como "atmosférico". O álbum é dividido em dois, com uma pausa de 30 segundos entre as primeiras e as últimas quatro músicas.

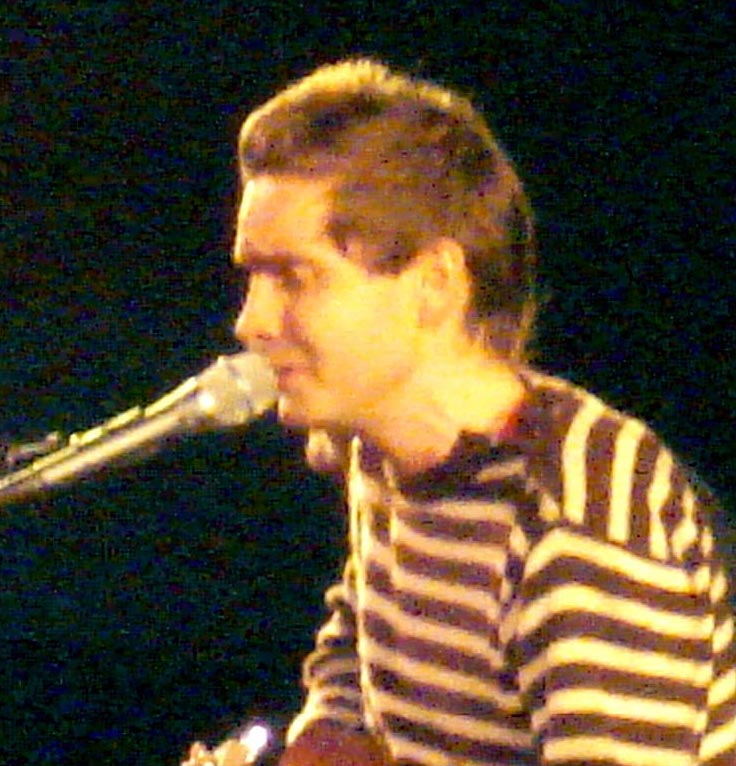
O vocalista, Jón Þór Birgisson

Em outubro de 2003, Sigur Rós se juntou ao Radiohead para compor a trilha da espetáculo Split Sides, de Merce Cunningham. As três músicas do Sigur Rós foram reunidas no EP chamado Ba Ba Ti Ki Di Do, e lançadas em março de 2004. O disco de estreia da banda, Von (1997), foi finalmente lançado nos Estados Unidos e no Reino Unido, em outubro de 2004.

### Takk...(2005)
O quarto álbum, Takk..., foi lançado em 13 de setembro de 2005 e apresenta canções com um estilo intermediário entre o segundo e terceiro discos. Em entrevista para um curto documentário sobre o filme, disponível em seu website oficial, a banda disse que este poderia ser considerado o seu "álbum feliz", depois da atmosfera profunda e melancólica dos últimos álbuns.
A banda explorou mais a sonoridade e a estrutura do rock do segundo disco, com uso mais amplo de guitarra, assim como o uso extensivo de pianos, teclados, celesta (emprestado da cantora islandesa Björk) e o retorno da parceria com o quarteto islandês de cordas Amiina, composto de amigas da banda. As músicas são cantadas tanto em islandês, quanto em vonlenska. A banda dispôs, em seu site, o download de Glósóli, no dia 15 de agosto. Hoppípolla, o segundo single oficial, foi lançado em 28 de novembro, junto com um remake de Hafsól (Sol do Oceano), canção do primeiro álbum Von. Ambos os singles tiveram videoclipes lançados. Hoppípolla foi amplamente usada pela BBC, tanto em alguns de seus programas, como a propaganda da série documental de natrureza, Planet Earth (Planeta Terra), quanto na cobertura dos jogos da seleção inglesa de futebol, durante a Copa do Mundo de 2006. Também apareceu no trailer do filme Children of Men. Consequentemente, a demanda pelo single cresceu, e a EMI fez aumentar a produção. O nome do álbum é a palavra islandesa para "obrigado" e foi batizado assim depois da calorosa recepção que a banda teve em sua terra natal, a que ela retribuiu com uma extensiva turnê pelo interior do país.
Um novo EP, Sæglópur, foi lançado em 10 de julho de 2006, em alguns países, e em 8 de agosto nos Estados Unidos. A previsão de lançamento do EP era 8 de maio, mas com o repentino sucesso de Hoppípolla, foi adiado. O compacto contava com três novas canções: Refur, Ó Fridur e Kafan.
Em julho de 2006, Sigur Rós terminou uma turnê mundial que passou pela Europa, Estados Unidos, Canadá, Austrália, Nova Zelândia, Hong Kong e Japão, e seguiu fazendo shows pela Islândia em julho, em diversas cidades e também em vilarejos e locais pouco habitados, gravando-os para a futura coletânea de filme, DVD e álbum ao vivo, Heima, lançado em 2007. O filme foi apresentado em diversos festivais pelo mundo em 2007 e 2008.

### Með suð í eyrum við spilum endalaust(2008)
Em 2008, a banda lançou Með Suð Í Eyrum Við Spilum Endalaust. Foi o 5.º álbum de estúdio, e o primeiro a trazer uma letra em inglês, “All Alright”. O trabalho não é tão obscuro e ambiente quanto os anteriores, dando lugar a melodias mais alegres e determinadas influências do folk. Foi o terceiro disco a contar com a participação do quarteto Amiina nas cordas.

### Inni(2011)
No dia 11 de agosto de 2011, o site oficial de Sigur Rós publicou um trailer do projeto chamado Inni, um DVD e um CD duplo das apresentações ao vivo em Londres, dirigido por Vincent Morisset. O filme foi apresentado no 68.º Festival Internacional de Cinema de Veneza e teve lançamento oficial em novembro de 2011.

### Valtari(2012)
Valtari é o sexto álbum de estúdio da banda e foi lançado no dia 23 de maio de 2012 pelo selo Parlophone.
Em uma sessão de perguntas e respostas proporcionada pela banda no Reddit, revelou-se a saída de Kjartan Sveinsson do grupo.

## Membros da banda

### Actualmente
- Jón Þór "Jónsi" Birgisson - voz, guitarra (tocada com o arco de cello), teclados, gaita,xilofone
- Georg "Goggi" Hólm - baixo, metalofone

### Ex-integrantes
- Ágúst Ævar Gunnarsson - bateria (1994-1999)
- Kjartan "Kjarri" Sveinsson  - teclados, piano, guitarra, flauta, flauta irlandesa, oboé, banjo (1999-2013)
- Orri Páll Dýrason - bateria, teclados (1999-2018)[12]

## Vonlenska
Vonlenska é um termo usado para definir a língua ininteligível usada pela banda. Em Inglês, Vonlenska é chamada de Hopelandic, o que seria algo como esperancês. Diferentemente de outras línguas construídas, que podem ser usadas para comunicação, Vonlenska serve somente para dar ritmo e melodia às músicas, sem uma gramática específica. Todas as músicas do álbum () são em Vonlenska.

### Letras em Vonlenska
Do Álbum Von:
- "Von"

Do Álbum Ágætis byrjun:
- "Olsen Olsen"
- "Ágætis byrjun" (final)

Do ÁlbumTakk...:
- "Hoppípolla" (Seguindo a linha "En ég stend alltaf upp")
- "Sé lest"
- "Sæglópur"
- "Mílanó"
- "Gong"
- "Andvari"

Do Álbum Hvarf:
- "Salka"
- "Hljómalind"
- "Í Gær"
- "Von"
- "Hafsól" (Da metade até o final)

Do Álbum Heim:
- "Vaka"
- "Ágætis byrjun"
- "Von"

Do Álbum Með suð í eyrum við spilum endalaust:
- "Festival"
- "Ára bátur"
- "Fljótavik" (final)
- "All Alright" (final)

Do álbum Kveikur:
- "Bláþráður"

Outros:
- "Fönklagið"
- "Gítardjamm"
- "Nýja lagið"
- "Heima" [DVD Version]

### Trilhas sonoras
- Englar Alheimsins (2000) - Trilha sonora para o filme islandês Englar Alheimsins.
- ( ) (2001)- Trilha sonora para o filme Vanilla Sky, com Tom Cruise, Cameron Diaz e Penélope Cruz.
- Hlemmur (2002) - Trilha sonora para o documentário islandês Hlemmur .
- ( ) (2002) - Trilha sonora para o trailer de lançamento do jogo Dead Space, produzido pela Electronic Arts.
- ( ) (2004)  - Trilha sonora para o filme Mysterious Skin.
- Takk... (2008)- Trilha sonora para o filme Penelope, com Christina Ricci, Catherine O'Hara.
- Takk... (2010) - Trilha sonora para o filme Remember Me, com Robert Pattinson, Emilie de Ravin e Chris Cooper.
- Med Sud i Eyrum Vid Spilum Endalaust (2010) - Trilha sonora para o filme indicado ao Oscar 127 horas
- The Rains of Castamere (2014) - Trilha sonora de HBO Game of Thrones, Quarta Temporada

### Outros trabalhos
- Ondine (2009) - Trilha sonora do filme de Neil Jodan com Colin Ferrell.
- Sense8 (2015) - Trilha sonora da série de Andy Wachowski, Lana Wachowski, J. Michael Straczynski.

## Videografia

### Videoclipes
- "Svefn-g-englar" (1999)
- "Viðrar vel til loftárása" (2000)
- "Untitled #1 (a.k.a. "Vaka")" (2003)
- "Glósóli" (2005)
- "Hoppípolla" (2005)
- "Sæglópur" (2006)
- "Gobbledigook" (2008)
- "Inní mér syngur vitleysingur" (2008)
- "Við spilum endalaust" (2008)
- "Ekki múkk" (2012)
- "Ég anda" (2012)
- "Varúð" (2012)
- "Fjögur píanó" (2012)
  - Vídeos disponíveis para download no site oficial

### DVD / Vídeo
- Popp Í Reykjavík (1998) - Filme sobre a cena musical de Reykjavík no final da década de 1990.
- Heima DVD - 2007 - uma série de concertos gratuitos na Islândia